# 齊帥
齊帥（1988年2月13日—），黑龙江人，中國女子速度滑冰運動員。

## 生平
齐帅在2000年接觸速度滑冰運動。2010年，首次參與國際賽事。同年的世界杯中，她以第7名完成女子500米的賽事。翌年，又曾在亞洲單距離賽的1000米小項排名第6。2014年，她取得同年舉行的冬季奧運會的參賽資格。最終，她在500米以第23名完成賽事。

## 資料來源
1. ↑  .   [2014-02-21]. （原始内容存档于2014-07-05）.
2. ↑  速度滑冰女子500米 齐帅排名第23位 （页面存档备份，存于） 2014 2 11